# Bloomingdale's
A Bloomingdale's é uma rede de lojas de departamento dos Estados Unidos de alto padrão, pertencente ao grupo Macys's Inc, que controla a rede de lojas homônima Macy's. Possui cerca 38 lojas ao redor dos EUA, Emirados Árabes e Kuwait e vendas anuais estimadas em US$ 1.900 milhões.
A loja mais importante é a unidade localizada em Nova Iorque e a rede é conhecida especialmente por sua sacola, cujo slogan estampado "Big Brown Bag" criado em 1973 é fortemente associado aos seus produtos e marca.

## Na cultura popular
A rede ganhou destaque na série Friends graças à personagem Rachel Green, antes uma menina mimada, depois uma obstinada executiva do ramo da moda, que começou sua carreira tendo um emprego medíocre em uma das lojas. Quando Rachel conseguiu um emprego lá, Phoebe comentou "É como se a nave-mãe a estivesse chamando de volta", brincando com a paixão da personagem por compras. Foi lá que apareceram personagens como Joshua, Mark e o tio de Emily Waltham.
A personagem do desenho Jetsons, Mary jetson, tem como sua loja favorita a Mooning Dales, alusão a Bloomingdale's.